# Dragonja, Piran
Dragonja - Dragogna (tal.) je naselje u sjeverozapadnoj Istri koje se nalazi na desnoj strani naplavne ravnice rijeke Dragonje koja čini granicu između slovenskog i hrvatskog dijela Istre. U sastavu je Općine Piran, Slovenija.

## Geografija
Naziv naselja Dragonja je nov. Od 1955. se skupina sela (Križišće, Stena, Rota, Pesjanci, Ruda, Slami i Vuki) smještena u dolini Dragonje i potoka Deringa (Drnica) vodi pod zajedničkim nazivom Dragonja. Na suprotnoj je strani rijeke je Kaštel (Castelvenere). Pored glavne ceste Kopar-Buje na kojoj leži naselje Dragonja ovdje se odvaja cesta za Sečovje te cesta za Sveti Peter i Novu Vas.

## Znamenitosti
Stena - Na vapnenastoj ploči na desnem bregu rijeke Dragonje je selo Stena, značajno po geomorfološkom oblikovanju stijena i čije je područje bogato značajnim sredozemnim raslinjem, koje je najveća prirodna znamenitost doline. Područje je proglašeno za geomorfološki i botanički prirodni spomenik, jer na njemu uspijevaj brjne rijetke i ugrožene biljne vrste, kao što su Zvjezdasta vetrenica (Anemone hortensis), Opičja kukavica (Orchis simia), Smrdljiva kukavica (Himantoglossum adriaticum), Zapadna črnika (Nigella damascena), Istarska osrečica (Propero elisae).